# اللیث
اللیث (به عربی: اللیث) یک منطقهٔ مسکونی واقع در جنوب غرب شهر مکه و  در عربستان سعودی است که در استان مکه واقع شده‌است. این منطقه واقع در کنار دریای سرخ می باشد.

## خصوصیات
اللیث ۷۲٬۰۰۰ نفر جمعیت دارد.